# 比重
比重（）（en:specific gravity）とは、ある物質の密度（単位体積当たり質量）と、基準となる標準物質の密度との比であり、無次元量である。通常、固体及び液体については水、気体については、同温度、同圧力での空気を基準とする。
比重と密度は混同されやすいが、根本的に別の概念である。詳しくは、密度#密度と比重の違いを参照のこと。なお、比重は先述の通り無次元量であるため、数値の違う比重を比較する場合は大きい・小さいと表現する。重い・軽いと表現するのは誤りである。

## 定義
計量法における定義は以下のようになっている。
- 定義：比重 = 物質の質量 / 同一の体積を有する水の質量

ここで；
1. 基準物質は水のみである[2]。
2. 水の温度を指定するときと指定しないときがある。
  1. 温度を指定しないときは4℃におけるものである[3]。
  2. 温度を指定したときはその指定の温度を比重と共に示すことになる。
3. 水の体積は、101 325 Paの圧力下（標準気圧を意味する。）におけるものである。
4. 物質の密度と水の密度とを比較するのではなく、物質の体積と同一の体積の水の質量とを直接に比較する。

質量同士を比較する定義であるので、比重は無次元量である。水の4 ℃ での標準大気圧下の密度は 999.972 kg/m3 （0.999 972 g/cm3 ）で、1 g/cm3 に近いから、比重とCGS単位系で表した密度の値とは、ほぼ同じ値となる。
簡便に言うと、比重が1よりも大きい物質は水に沈み、1よりも小さい物質は水に浮く。
密度と比重は混同されやすいが、密度は質量を体積で割った量（単位は kg/m3）であり、比重は基準物質と比べた密度比（単位は、無次元量）であるという点で異なった概念である。よって、物質が水に浮くあるいは沈むという現象は、密度によるよりも比重による方が判断しやすい。

## 計測
液体の比重は比重計によって計測する。浮秤（法律上は、「浮ひょう」）や比重瓶などがある。

### 浮秤
浮秤（ふひょう、うきばかり）は一種の錘（おもり）である。錘を液体の中に入れると、錘が液体中に入った体積に相当する液体の重さの分だけの浮力を受ける。そのため、錘は自身の重さと浮力とが吊り合う所まで液体の中に入ることになる。液体の比重が軽ければ、それだけ錘は液体の中に入る。
そこで、錘が常に一定の方向で液体の中に入るようにしておき、錘の側面に目盛りをつけておけば、液面の位置によって液体の比重を測ることができる。これが浮秤である。しかし、液体の中に入った錘の体積と液体の比重とは反比例の関係にあるので、そのままでは目盛りの間隔が不等間隔になってしまう。そのため、測る比重の範囲（測る対象）を限定して、その範囲では体積と比重とが比例であるとみなして等間隔の目盛りを振るということがよく行われる。そのようにして作られた目盛りには、以下のようなものがある。
- 重ボーメ度
- 軽ボーメ度
- 日本酒度

### 比重瓶
比重瓶は液体や固体の比重を計測するためのガラス製容器である。ピクノメーターともいう。

## 注記
1. ↑  計量単位規則　別表第一 項番二、比重（計量単位を付さない）の欄　「物質の質量とその物質の十万千三百二十五パスカルの圧力の下において同一の体積を有する水の質量に対する比
（前段の水の温度は温度を指定したときはその指定の温度、温度を指定しないときは四セルシウス度とする。）」
2. ↑  計量単位規則は、この水の性質を明記しておらず、標準物質であるウィーン標準平均海水とすることまでは要求していない。
3. ↑  標準大気圧下で密度が最大になる温度（3.984°C ）ではないことに注意。なお、3.984°C のときの最大密度は 999.974 95 kg·m−3である（水の性質#密度）。
4. ↑  基準器検査規則第432条において水の密度を999.972 kg/m3としている。